# Elinor Hubert

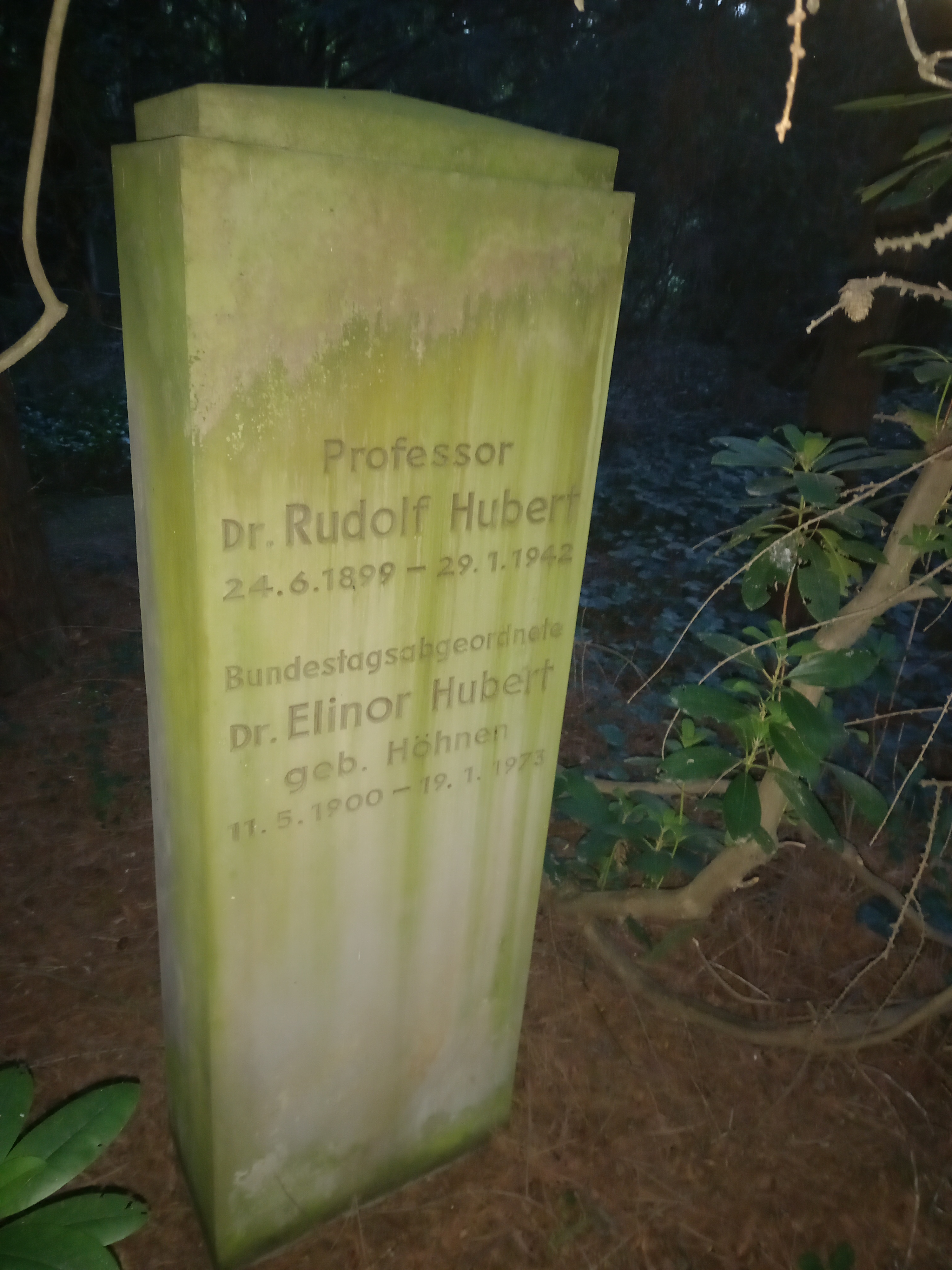
Das Grab von Elinor Hubert und ihrem Ehemann, dem Gynäkologen Rudolf Hubert, auf dem Stadtfriedhof Göttingen

Elinor Hubert, geb. Höhnen (* 11. Mai 1900 in Breslau; † 25. Januar 1973 in Köln) war eine deutsche Ärztin und Politikerin (SPD). Sie war von 1949 bis 1969 Mitglied des Deutschen Bundestages.

## Leben und Beruf
Elinor Höhnen war die Tochter des Verwaltungsjuristen und späteren Regierungspräsidenten der Regierungsbezirke Stettin und Hildesheim Leopold Höhnen. Sie besuchte zunächst das Lyzeum in Allenstein und anschließend die Oberstudienanstalt für Mädchen in Breslau, wo sie 1919 ihr Abitur ablegte. Von 1921 bis 1926 studierte sie Medizin an der Universität Greifswald und erhielt 1927 die Approbation als Ärztin. Sie arbeitete als praktische Ärztin in Brandenburg.
1927 heiratete sie den Mediziner und späteren Universitätsprofessor Rudolf Hubert. Sie hatten zwei Töchter. 1933 wurde ihr Mann von der Universität Greifswald entlassen, konnte aber bis zur endgültigen Entlassung auf Grund der Fürsprache seiner Studenten noch bis 1935 weiterlehren. Schließlich erhielt er an der Universität Kassel eine außerplanmäßige Professur und operierte nebenher im Rot-Kreuz-Krankenhaus. Rudolf Hubert wurde sofort zu Kriegsbeginn 1939 eingezogen. 1940 erhielt er eine Stelle als Chefarzt der Gynäkologischen Abteilung in Brandenburg an der Havel und die Familie zog dorthin um. Rudolf Hubert verstarb jedoch 1942 an einem Herzinfarkt. Pläne, den Facharzt zu machen, gab Elinor Hubert deshalb auf. Sie hospitierte jedoch an der Charité in Berlin, um sich mit den aufgefrischten Kenntnissen 1943 als Ärztin in Brandenburg niederzulassen. 1944 wurde sie in Göttingen zum Dr. med. promoviert. Während sich 1945 die Luftangriffe auf Berlin verstärkten, brachte sie Flüchtlinge in ihrem Haus unter und versorgte sie aus dem Garten, bis auch Haus und Garten bombardiert wurden. Sie zog mit den Töchtern ins Krankenhaus um und übernahm die Leitung der Inneren Abteilung des Krankenhauses. Ihre Töchter arbeiteten als Schwesternhelferinnen.
Nach der deutschen Kapitulation 1945 zog sie mit ihren Töchtern nach Göttingen in die Wohnung ihrer Mutter und richtete dort in einem Zimmer eine Arztpraxis ein.

## Politik
1930 trat Elinor Hubert mit ihrem Mann der Deutschen Volkspartei (DVP) bei. Nachdem aber die DVP immer mehr nationalsozialistisches Gedankengut übernommen hatte, traten sie wieder aus.
Elinor Hubert, die sich am 1. Dezember 1945 der SPD angeschlossen hatte, war 1947/48 Mitglied des Zonenbeirates. Von 1947 bis 1950 gehörte sie dem Rat der Stadt Göttingen an. Nebenher studierte sie bis 1948 Rechtswissenschaften, ohne das Studium mit einer Prüfung abzuschließen. Sie gehörte dem Deutschen Bundestag seit dessen erster Wahl 1949 bis 1969 an und war dort gesundheitspolitische Sprecherin der SPD-Fraktion und seit 1965 Vorsitzende des Ausschusses für Gesundheitswesen. Außerdem gehörte sie dem Rechtsausschuss an, der sich mit der Großen Strafrechtsreform befasste. Ab 1957 war sie als gesundheitspolitische Sprecherin Mitglied der Beratenden Versammlung des Europarates und der Westeuropäischen Union (WEU). Parallel zu ihrem parteipolitischen Engagement war Hubert in der Frauenbewegung aktiv. Sie wurde Gründungsmitglied der Göttinger Ortsgruppe des Deutschen Frauenrings und deren erste Vorsitzende.

## Ehrungen
1965 erhielt sie die Paracelsus-Medaille der deutschen Ärzteschaft.
Im Mai 1965 wurde ihr das Große Bundesverdienstkreuz verliehen.

## Veröffentlichungen
- Zur Differentialdiagnose zwischen Ovarialtumoren und extragenitalen Tumoren des Abdomen. Dissertation. 1944, DNB 570721504.

- Der Einfluß der öffentlichen Meinung auf die Beziehungen der Völker. In: Die Neue Gesellschaft, Heft 4/1958.
- Gesundheitspolitik in der Bundesrepublik. In: Die Neue Gesellschaft, Heft 2/1959.
- Das Recht auf gesundes Leben. Schattenseiten des technischen Fortschritts. In: Sozialdemokratischer Pressedienst. 11. Dezember 1959, S. 4–6.